# Le Labyrinthe des Anges, première partie
Le Labyrinthe des Anges, première partie (The Time of Angels) est le quatrième épisode de la cinquième saison de la deuxième série de la série télévisée britannique Doctor Who. La première partie du double-épisode a été diffusée pour la première fois sur BBC One le 24 avril 2010. Écrit par Steven Moffat, il marque le retour des Anges Pleureurs (Les Anges pleureurs) et de River Song (Bibliothèque des ombres).

## Synopsis
Le docteur River Song, enquêtant sur un objet transporté à bord du vaisseau spatial le Byzantium, enregistre un message sur un témoin retour, une forme de boîte noire très avancée. 12 000 ans plus tard, le Docteur et Amy découvrent le message lors d'une visite aux archives Delerium, un musée qui exposait le témoin retour comme un vestige archéologique. Le Docteur se précipite et récupère River alors qu'elle s'échappe du Byzantium en ouvrant un des sas donnant sur le vide. Le TARDIS se lance à la poursuite du vaisseau, qui s'écrase sur Alfava Metraxis. Là, River envoie un message à un groupe de religieux militaires qui se téléportent sur la planète. River Song demande au Docteur ce qu'il sait des Anges Pleureurs.
Le Docteur, Amy, et River visionnent une bande vidéo en boucle de quatre secondes enregistrant un Ange Pleureur dans les soutes du vaisseau. Cependant, alors que le Docteur et River se sont éloignés, Amy tourne le dos à l'écran, et voit que l'Ange s'est déplacé dans l'enregistrement. Il lui fait à présent face. Elle le regarde dans les yeux, et il montre les dents. Amy appelle le Docteur à l'aide et l'image de l'Ange sort de l'écran. Pendant ce temps, River et le Docteur parcourent un livre ancien consacré aux Anges. Dans ce livre, aucune image d'Ange ne figure. Le Docteur lit alors un passage qui dit que « ce qui contient l'image d'un Ange, devient physiquement un Ange », et comprend qu'Amy court un grave danger. Le Docteur ne peut rejoindre Amy car la porte de la pièce est verrouillée et River ne parvient pas à la découper, l'Ange agissant sur les systèmes de la pièce pour empêcher toute intrusion. Alors que le Docteur répète à Amy de ne pas cligner des yeux et qu'avec River, ils essaient de pénétrer à l'intérieur de la pièce, Amy parvient à mettre l'enregistrement en pause sur un décrochage de l'image, se sauvant ainsi.
Le groupe militaire religieux pénètre dans le « labyrinthe de la mort », des catacombes où les défunts d'Alfava Metraxis sont enfouis dans les murs, afin de pouvoir monter vers l'épave du Byzantium. L'endroit est un sombre réseau de grottes sur plusieurs niveaux, rempli de statues, ce qui paraît une parfaite cachette pour un Ange Pleureur. Trois soldats ont la nuque brisée par l'Ange, ce qui inquiète le Docteur, car ce n'est pas ainsi qu'ils procèdent habituellement. L'Ange utilise la conscience d'un des soldats qu'il a tués pour communiquer avec le Docteur. Celui-ci finit par comprendre que toutes les statues du labyrinthe sont des Anges, et que l'Ange qui est presque parvenu à tuer Amy a réussi à affecter sa perception des choses, la convainquant que sa main se pétrifie et que de la poussière sort de son œil quand elle le frotte.
Le Docteur et ses compagnons sont pris au piège, cernés par les Anges de tous côtés. L'épisode se termine sur le Docteur détruisant la sphère de gravité qui éclaire la grotte, d'un coup de pistolet.

## Distribution
- Matt Smith : Onzième Docteur
- Karen Gillan : Amy Pond
- Alex Kingston – River Song
- Simon Dutton – Alistair
- Mike Skinner – Garde de sécurité
- Iain Glen – Père Octavian
- Mark Springer – Christian
- Troy Glasgow – Angelo
- David Atkins – Bob
- Darren Morfitt – Marco

### Version française[1]
- Société : Dubbing Brothers
- Adaptation : Olivier Lips et Rodolph Freytt
- Direction artistique : David Macaluso
- Mixage : Marc Lacroix

Avec les voix de :
- Marc Weiss : Le Docteur
- Audrey d'Hulstère : Amy Pond
- Manuella Servais : River Song
- Robert Roanne : Garde de sécurité
- Philippe Résimont : Père Octavian
- Gregory Praet : Bob

## Continuité
- Cet épisode marque le retour du Docteur River Song, vue pour la première fois dans le double épisode de la saison 4 Bibliothèque des ombres. Dans cet épisode River n'est pas encore professeur, mais elle sait beaucoup de choses sur le Docteur, connaît l'alphabet de Gallifrey et peut piloter le TARDIS apparemment mieux que le Docteur. Elle dit avoir appris à conduire auprès du « meilleur » pilote de TARDIS. Il est expliqué qu'elle possède différentes photos du Docteur à l'intérieur du journal, ce qui explique pourquoi elle l'a reconnu au début de la Bibliothèque des ombres.
- D'ailleurs dans la Bibliothèque des ombres, River Song évoque en feuilletant son journal « le crash du Byzantium ». Le doublage en français de cet épisode de la quatrième saison a mal anticipé cette allusion car il a traduit par Byzance.
- Le Docteur River Song tombe sur le Docteur de la même manière que lors de leur première rencontre dans Bibliothèque des ombres et son message « Salut mon p'tit cœur » (Hello, sweety) est semblable à celui qu'elle a énoncé lorsqu'elle a vu le dixième Docteur (« Salut mon ange »).
- Cet épisode fait réapparaître les Anges Pleureurs qui n'avaient pas été vus depuis Les Anges pleureurs.
- Regarder un Ange directement dans les yeux fait naître, par le reflet dans la pupille de l'œil un nouvel Ange qui peut partiellement contrôler la personne par son inconscient. Fermer les yeux permet de restreindre les pouvoirs de ce nouvel Ange.
- Le principe « Un Ange prend sa forme de pierre dès qu'on le fixe » est nuancé ; en réalité, un Ange devient un être de pierre seulement quand il se sait ou se sent observé. De ce fait, les caméras impliquent que quelqu'un regarde l'image obtenue, ce qui les font se changer en pierre. On peut aussi faire semblant de les voir mais à la condition que les Anges ne remarquent pas qu'on ne les voit pas.
- Les Anges ne « tuent » pas seulement en envoyant dans le passé, ils tuent aussi parfois en brisant les nuques de leurs victimes.
- Les Anges peuvent se nourrir d'autres énergies que l'énergie potentielle ; celle-ci présente surement l'avantage d'être puissante. Ils peuvent se nourrir de toute énergie, d'où leur pouvoir sur les ampoules alimentées par de l'électricité et leur intérêt pour le TARDIS qui contient une grande puissance. En l'espèce, ils se nourrissent de l'énergie du Byzantium.

## Production

### Tournage
Les scènes se passant à la surface de la planète Alfava Metraxis ont été filmées sur la plage de Southerndown, la même plage où ont été tournées les scènes de la « baie du méchant loup ». Dans le script, la discussion sur la plage entre Amy, le Docteur et River Song devait être bien plus longue, mais les conditions météorologiques ont obligé à abréger et à commencer les présentations dans la cabine du TARDIS, changeant la scène d'atterrissage.

## Réception
En France, l'épisode diffusé le 19 février 2011 à 20 h 35 sur France 4 a été suivi par 374 000 téléspectateurs soit 1,7 % de parts de marché.

## Liens
- The Time of Angels (1/2)« Are you all Mr. Grumpyface today ? » critique de l'épisode sur Le Village
- (en) Le Labyrinthe des Anges, première partie sur l’Internet Movie Database